# Noruega en los Juegos Paralímpicos de Lillehammer 1994
Noruega estuvo representada en los Juegos Paralímpicos de Lillehammer 1994 por un total de 42 deportistas, 33 hombres y nueve mujeres.

## Medallistas
El equipo paralímpico noruego obtuvo las siguientes medallas:
| Nombre | Deporte                    | Evento                                 |
| --- | -------------------------- | -------------------------------------- |
| Oro |                            |                                        |
| Åge Jønsberg | Biatlón                    | 7,5 km LW4 masculino                   |
| Viggo Norseth | Biatlón                    | 7,5 km LW2/3/9 masculino               |
| Britt Mjaasund Øyen | Carrera de trineo en hielo | 100 m LW10-11 femenino                 |
| Britt Mjaasund Øyen | Carrera de trineo en hielo | 500 m LW10-11 femenino                 |
| Ragnhild Myklebust | Carrera de trineo en hielo | 700 m LW10-11 femenino                 |
| Kirsti Hoøen | Carrera de trineo en hielo | 1000 m LW10-11 femenino                |
| Lars Andresen | Carrera de trineo en hielo | 100 m LW10-11 masculino                |
| Lars Andresen | Carrera de trineo en hielo | 500 m LW10-11 masculino                |
| Atle Haglund | Carrera de trineo en hielo | 1000 m LW10-11 masculino               |
| Atle Haglund | Carrera de trineo en hielo | 1500 m LW10-11 masculino               |
| Cato Zahl Pedersen | Esquí alpino               | Eslalon gigante LW5/7 masculino        |
| Cato Zahl Pedersen | Esquí alpino               | Supergigante LW5/7 masculino           |
| Ragnhild Myklebust | Esquí de fondo             | 2,5 km silla de esquí LW10-11 femenino |
| Ragnhild Myklebust | Esquí de fondo             | 5 km silla de esquí LW10-11 femenino   |
| Ragnhild Myklebust | Esquí de fondo             | 10 km silla de esquí LW10-11 femenino  |
| Tone Gravvold | Esquí de fondo             | 5 km estilo libre B2 femenino          |
| Anne Helene Barlund | Esquí de fondo             | 15 km LW6/8/9 femenino                 |
| Anne Helene Barlund Ragnhild Myklebust Siw Kristin Vestengen | Esquí de fondo             | 3 × 2,5 km clase abierta femenino      |
| Terje Løvås | Esquí de fondo             | 5 km B1 masculino                      |
| Terje Løvås | Esquí de fondo             | 10 km B1 masculino                     |
| Terje Løvås | Esquí de fondo             | 20 km B1 masculino                     |
| Åge Jønsberg | Esquí de fondo             | 5 km LW4 masculino                     |
| Åge Jønsberg | Esquí de fondo             | 10 km LW4 masculino                    |
| Åge Jønsberg | Esquí de fondo             | 20 km LW4 masculino                    |
| Viggo Norseth | Esquí de fondo             | 5 km LW2/3/9 masculino                 |
| Viggo Norseth | Esquí de fondo             | 20 km LW2/3/9 masculino                |
| Knut Lundstrøm | Esquí de fondo             | 15 km silla de esquí LW11 masculino    |
| Jan-Olav Johansen Terje Johansen Knut Lundstrøm | Esquí de fondo             | 3 × 2,5 km sentado masculino           |
| Svein Lilleberg Åge Jønsberg Terje Løvås Viggo Norseth | Esquí de fondo             | 4 × 5 km de pie/ceguera masculino      |
| Plata |                            |                                        |
| Ragnhild Myklebust | Carrera de trineo en hielo | 100 m LW10-11 femenino                 |
| Ragnhild Myklebust | Carrera de trineo en hielo | 500 m LW10-11 femenino                 |
| Kirsti Hoøen | Carrera de trineo en hielo | 700 m LW10-11 femenino                 |
| Britt Mjaasund Øyen | Carrera de trineo en hielo | 1000 m LW10-11 femenino                |
| Knut Lundstrøm | Carrera de trineo en hielo | 100 m LW10-11 masculino                |
| Knut Lundstrøm | Carrera de trineo en hielo | 1000 m LW10-11 masculino               |
| Knut Lundstrøm | Carrera de trineo en hielo | 1500 m LW10-11 masculino               |
| Atle Haglund | Carrera de trineo en hielo | 500 m LW10-11 masculino                |
| Renate Hjortland | Esquí alpino               | Descenso LW3/4 femenino                |
| Renate Hjortland | Esquí alpino               | Eslalon gigante LW3/4 femenino         |
| Renate Hjortland | Esquí alpino               | Supergigante LW3/4 femenino            |
| Cato Zahl Pedersen | Esquí alpino               | Descenso LW5/7 masculino               |
| Kirsti Hoøen | Esquí de fondo             | 2,5 km silla de esquí LW10-11 femenino |
| Kirsti Hoøen | Esquí de fondo             | 5 km silla de esquí LW10-11 femenino   |
| Siw Kristin Vestengen | Esquí de fondo             | 5 km estilo clásico LW6/8/9 femenino   |
| Anne Helene Barlund | Esquí de fondo             | 5 km estilo libre LW6/8/9 femenino     |
| Svein Lilleberg | Esquí de fondo             | 5 km LW4 masculino                     |
| Svein Lilleberg | Esquí de fondo             | 10 km LW2/3/9 masculino                |
| Svein Lilleberg | Esquí de fondo             | 20 km LW4 masculino                    |
| Magne Lunde | Esquí de fondo             | 5 km B1 masculino                      |
| Knut Lundstrøm | Esquí de fondo             | 10 km silla de esquí LW11 masculino    |
| Helge Bjørnstad Alf Engestad Knut Erling Granaas Eskil Hagen Atle Haglund Britt Mjaasund Øyen Kjell Korbu Nilsen Hans Christian Nordseth Rolf Einar Øyen Kjell Vidar Røyne Erik Sandbraaten | Hockey sobre hielo         | Torneo mixto                           |
| Bronce |                            |                                        |
| Ragnhild Myklebust | Biatlón                    | 7,5 km LW2-9 femenino                  |
| Svein Lilleberg | Biatlón                    | 7,5 km LW2/3/9 masculino               |
| Morten Tollefsen | Biatlón                    | 7,5 km B1 masculino                    |
| Evy Gundersen | Carrera de trineo en hielo | 100 m LW10-11 femenino                 |
| Kirsti Hoøen | Carrera de trineo en hielo | 500 m LW10-11 femenino                 |
| Ragnhild Myklebust | Carrera de trineo en hielo | 1000 m LW10-11 femenino                |
| Britt Mjaasund Øyen | Carrera de trineo en hielo | 700 m LW10-11 femenino                 |
| Lars Andresen | Carrera de trineo en hielo | 1000 m LW10-11 masculino               |
| Lars Andresen | Carrera de trineo en hielo | 1500 m LW10-11 masculino               |
| Knut Lundstrøm | Carrera de trineo en hielo | 500 m LW10-11 masculino                |
| Kirsti Hoøen | Esquí de fondo             | 10 km silla de esquí LW10-11 femenino  |
| Tone Gravvold | Esquí de fondo             | 15 km B2 femenino                      |
| Magne Lunde | Esquí de fondo             | 20 km B1 masculino                     |